# کمپ ایگل
کمپ ایگل یک پایگاه نظامی ایالات متحده آمریکا در نزدیکی شهر توزلا در خاور کشور بوسنی و هرزگوین است. ساخت کمپ ایگل در ۱۴ ژانویه ۱۹۹۶ آغاز شد. کاربرد آن، به عنوان پایگاهی برای سربازان آمریکایی، برای کمک به آن کشور، پس از جنگ بوسنی بود. درون این کمپ، چیزهای زیادی مانند امکانات تمرینی، نمازخانه، زمین بسکتبال، و سالن سینما بود. حتی سرای غذا در آن بود که برگر کینگ هم در آن شعبه داشت. تا سال ۲۰۰۴ (میلادی) این پایگاه، برقرار بود. پس از آن، تنها، گروه کوچکی از سربازان، به خاطر نگرانی از یک درگیری دیگر در بوسنی، در این پایگاه ماندند.هم اکنون ۴ هزار سرباز آمریکایی در این پایگاه حضور دارند.